# Moldavija na Olimpijskim igrama
Moldavija je prvi puta sudjelovala na Olimpijskim igrama kao neovisna država 1994. u Lillehammer,  te je od tada nastupila na svim igrama. Prije toga, moldavski sportaši natjecali u sklopu Sovjetskog Saveza na Olimpijskim igrama od 1952. do 1988., a nakon raspada Sovjetskog Saveza, Moldavija je bila dio Ujedinjenog tima 1992. godine u Barceloni.
Moldavski sportaši su osvojili ukupno sedam medalja na Ljetnim olimpijskim igrama, u pet različitih sportova. Zemlja nije osvojila niti jednu medalju na Zimskim olimpijskim igrama. Moldavija je zauzela treće mjesto u ukupnom zbroju medalja (nakon Portorika i Filipina) od zemalja koje nikada nisu osvojile zlatnu olimpijsku medalju. 
Nacionalni olimpijski odbor Moldavije je osnovan 1991. i priznat od strane Međunarodnog olimpijskog odbora 1993. godine.

## Medalje
| Medalja | Ime                               | Igre          | Šport         | Disciplina                         |
| ------- | --------------------------------- | ------------- | ------------- | ---------------------------------- |
| srebro  | Nicolae Juravschi Viktor Reneysky | Atlanta 1996. | kanu          | C-2 500 m                          |
| bronca  | Sergei Mureiko                    | Atlanta 1996. | hrvanje       | grčko-rimski stil teška kategorija |
| srebro  | Oleg Moldovan                     | Sydney        | streljaštvo   | 10 m                               |
| bronca  | Vitalie Gruşac                    | Atlanta 1996. | boks          | velter                             |
| bronca  | Veaceslav Gojan                   | Peking 2008.  | boks          | bantam                             |
| bronca  | Cristina Iovu                     | London 2012.  | dizanje utega | 53 kg                              |
| bronca  | Anatoli Ciricu                    | London 2012.  | dizanje utega | 94 kg                              |